# Centreville (Michigan)
Centreville – wieś w USA, w stanie Michigan, na Półwyspie Dolnym, w regionie Południowy Michigan (Southern Michigan), administracyjna siedziba władz hrabstwa St. Joseph. W 2010 r. miejscowość zamieszkiwało 1425 osób, a w przeciągu dziesięciu lat liczba ludności zmniejszyła się o 9,8%.
Miejscowość leży w odległości około 80 km na wschód od wybrzeża jeziora Michigan, w sąsiedztwie miasta Three Rivers oraz około 18 km na północ od granicy stanu Indiana.